# Brunej
Brunej, plným názvem Stát Brunej Darussalam, je stát v jihovýchodní Asii, který se nachází na severním pobřeží ostrova Borneo. Kromě pobřeží v Jihočínském moři je zcela obklopen malajským státem Sarawak, zároveň ho tento stát rozděluje na dvě nespojené části. Brunej je jedinou suverénní zemí, která se celà nachází na Borneu; zbytek ostrova je rozdělen mezi její mnohonárodnostní sousedy Malajsii a Indonésii. Terén tvoří rovinatá pobřežní nížina, která se na východě zvedá do hornatého terénu a na západě do kopcovité nížiny. V Bruneji panuje tropické rovníkové podnebí, horké a vlhké po celý rok. Skládá se ze 4 diskriktů, na ploše 5 800 km² žije 460 000 obyvatel, což z ní činí nejméně lidnatou a čtvrtou nejmenší zemi v Asii. Hlavním městem je Bandar Seri Begawan, kde žije více než 40 % obyvatel země. Necelé tři čtvrtiny obyvatel jsou Malajci, největší etnickou menšinou jsou Číňané; úředním jazykem je malajština, přes 80 % obyvatel vyznává státní náboženství islám, dále 7 % křesťanství a 6 % buddhismus.
V době největšího rozkvětu brunejského sultanátu za vlády sultána Bolkiáše (1485-1528) měl stát údajně pod kontrolou většinu Bornea, včetně dnešního Sarawaku a Sabahu, a také souostroví Sulu a ostrovy u severozápadního cípu Bornea. Existují také tvrzení o jeho historické kontrole nad Seludongem, přičemž badatelé v jihovýchodní Asii se domnívají, že název dotyčné lokality ve skutečnosti odkazuje na horu Selurong v Indonésii nebo na řeku Serudong ve východním Sabahu[19]. Námořní stát Brunej navštívila v roce 1521 přeživší posádka Magellanovy výpravy a v roce 1578 bojoval proti Španělsku v kastilské válce.
V průběhu 19. století začala brunejská říše upadat. Sultanát postoupil Sarawak (Kuching) Jamesi Brookeovi a dosadil ho do funkce bílého rádži a Sabah postoupil britské Severobornejské charterové společnosti. V roce 1888 se Brunej stala britským protektorátem a v roce 1906 jí byl přidělen britský rezident jako správce kolonie. Po japonské okupaci během druhé světové války byla v roce 1959 sepsána nová ústava. V roce 1962 bylo s britskou pomocí ukončeno malé ozbrojené povstání proti monarchii, které nepřímo souviselo s konfrontací mezi Indonésií a Malajsií a vedlo k zákazu nezávislé Brunejské lidové strany. Povstání mělo také vliv na sultánovo rozhodnutí nepřipojit se k Malajské federaci v době jejího vzniku. Britský protektorát nad Brunejí nakonec skončil 1. ledna 1984 a Brunej se stala plně suverénním státem. V čele Bruneje stojí od roku 1967 nepřetržitě sultán Hassanal Bolkiah.  
Brunej je unitární absolutní monarchií, hlavou státu je sultán, reálně vykonává i zákonodárnou moc; uplatňuje se kombinace anglického zvykového práva a islámského práva. Bohatství země pochází z rozsáhlých nalezišť ropy a zemního plynu. Hospodářský růst v 90. letech 20. století a v roce 2000 proměnil Brunej v průmyslovou zemi, jejíž HDP se v letech 1999-2008 zvýšil o 56 %. Ekonomicky je na devátém místě na světě podle hrubého domácího produktu na obyvatele v paritě kupní síly. Politickou stabilitu udržuje sultán tím, že svým občanům zaručuje sociální stát, kdy zdravotní péče, vzdělání a bydlení je bezplatné nebo s významnými dotacemi. V indexu lidského rozvoje zaujímá 60.  místo, druhé nejvyšší mezi státy jihovýchodní Asie, po Singapuru, s nímž udržuje úzké vztahy včetně dohody o vzájemné směnitelnosti měn. Brunej je členem Organizace spojených národů, Světové obchodní organizace, Východoasijského summitu, Organizace islámské spolupráce, Hnutí nezúčastněných zemí, Commonwealthu a Sdružení národů jihovýchodní Asie.

## Historie

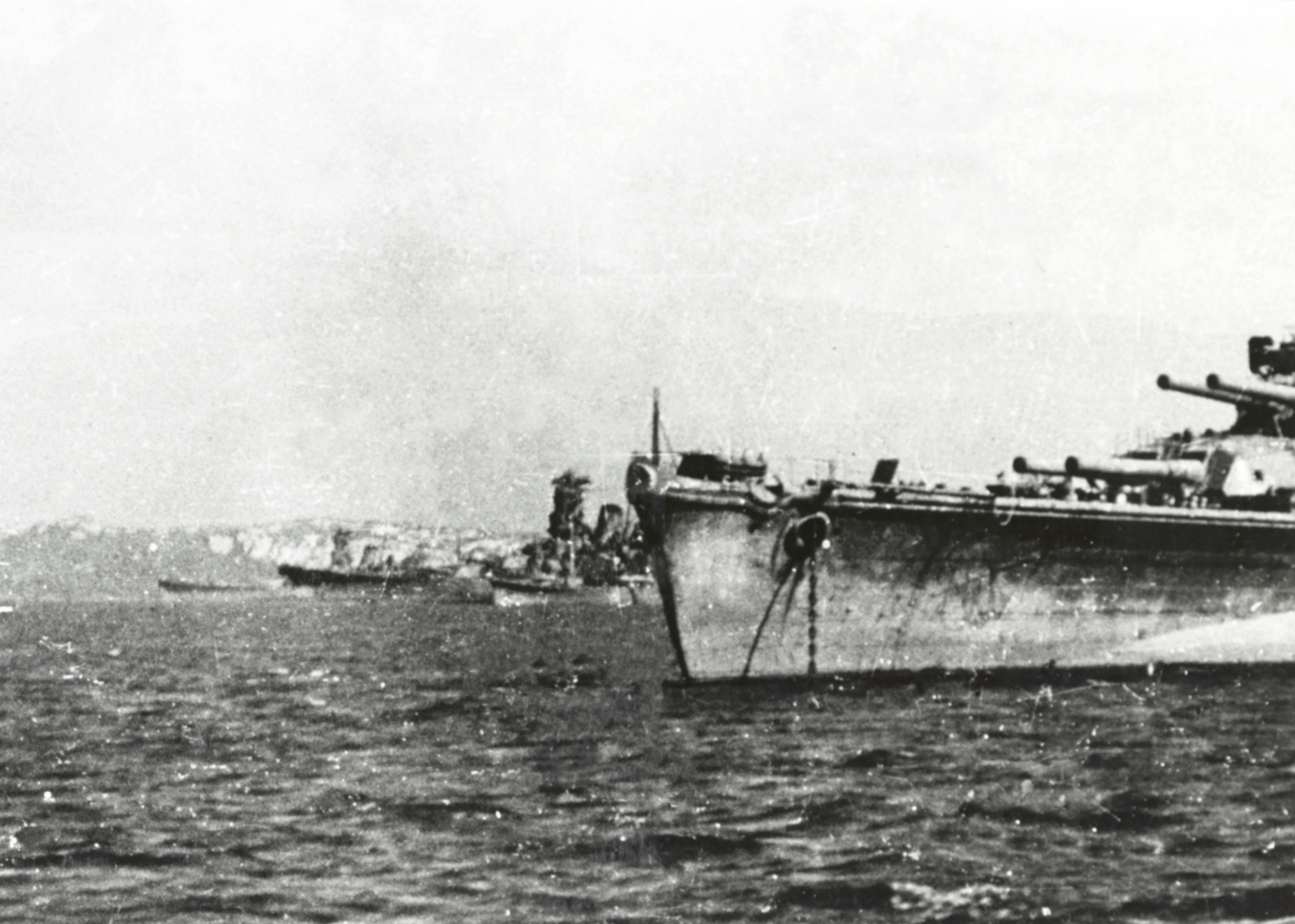
Japonské válečné lodě na Bruneji v říjnu 1944.

Od 14. do 16. století byla Brunej součástí sultanátů Sabah, Sarawak a spodní části Filipín.
V 19. století se Brunej stala kolbištěm koloniálních válek, terčem a sídlem pirátů. V roce 1847 uzavřel sultán spojenectví s Velkou Británií a již v roce 1888 se Brunej stala britským protektorátem. V roce 1906 byl zaveden osídlovací systém v zemi. Britští občané mohli zemi osidlovat na základě Dodatkové smlouvy o ochraně z roku 1906. Zakládali zde farmy a obchodní firmy a zavedli intenzivní pěstování rýže a tropického ovoce.
V letech 1941 až 1945 byla země okupována japonskou armádou.
V roce 1959 byla sjednocena země a byla také vytvořena ústava, která zaručovala existenci místní vlády. V roce 1971 byla dokončena politická stabilizace v zemi. Bylo tak dosaženo úplné nezávislosti jak ve věci mezinárodní tak i domácí.
V roce 1967 abdikoval sultán Haji Sir Muda Omar Ali Saifuddien na svou funkci ve prospěch svého syna, pozdějšího sultána Hassanala Bolkiaha.
V roce 1984 přijal sultán také funkci premiéra, ministra financí a zahraničí.

## Státní symboly

### Vlajka
Brunejská vlajka je tvořena žlutým listem o poměru stran 1:2 s bílým a černým diagonálním pruhem (břevno, paralelogram) a státním znakem uprostřed.

### Znak
Brunejský státní znak se skládá ze šesti částí: Bendera – vlajka na vrcholu stožáru, Payung Ubor-Ubor – královský slunečník pod ní, Sayap – křídla po stranách stožáru, Tangan (Kimhap) – dvojice rukou po stranách, Bulan – muslimský půlměsíc s mottem a stuha s názvem státu.
Na půlměsíci je arabské heslo: الدائمون المحسنون بالهدى ‎ (česky Vždy ve službě Boží). Na šále je arabský opis názvu státu بروني دارالسلام ‎ (malajsky Brunei Darussalam, česky Brunej, země míru). 

### Hymna
Brunejská hymna je píseň Allah Peliharakan Sultan (česky Bůh žehnej sultánovi). Slova napsal Pengiran Haji Mohamed Yusuf bin Pengiran Abdul Rahim a hudbu složil Haji Awang Besar bin Sagap.

## Geografie

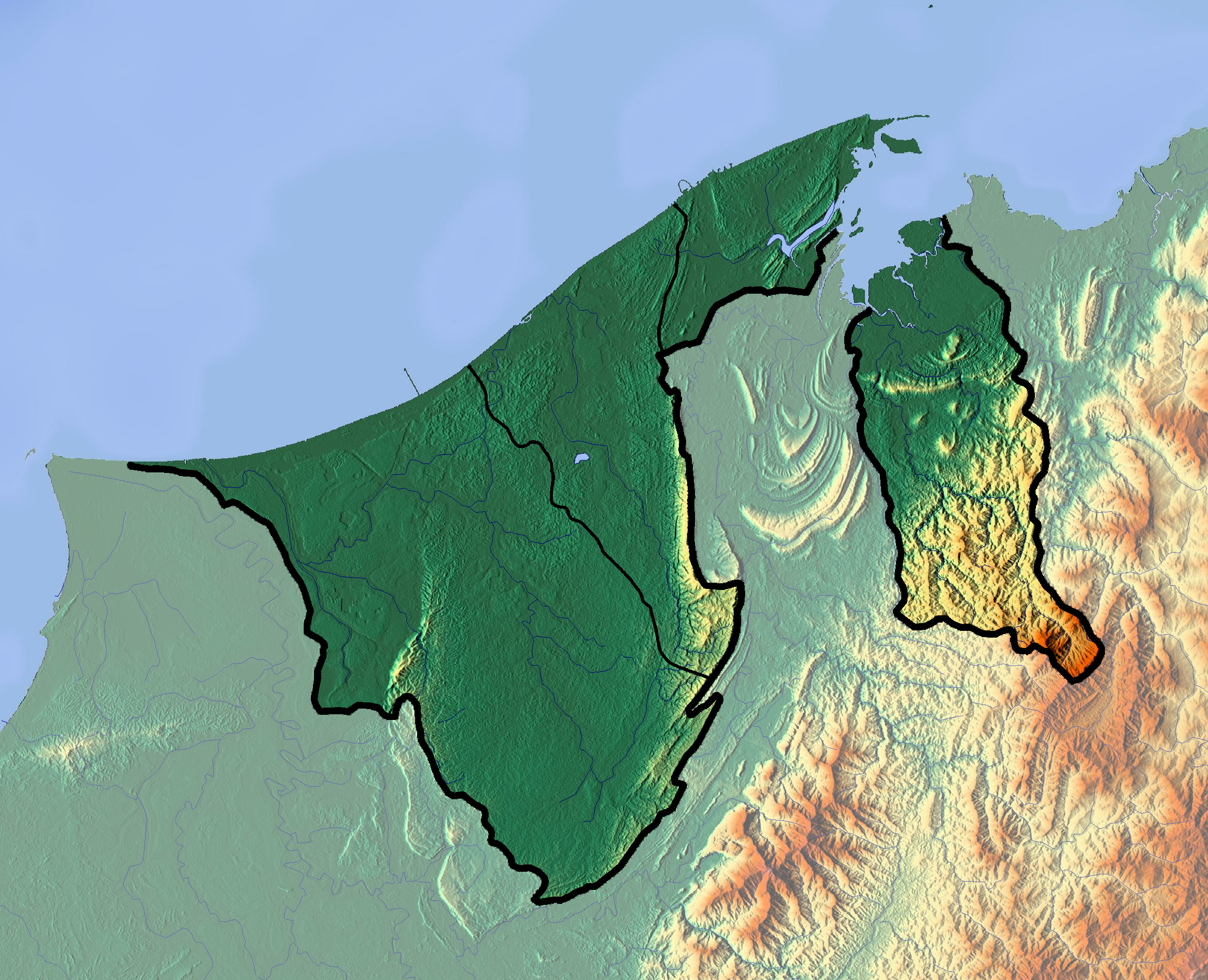
Topografická mapa se zeměpisnými hranicemi Bruneje

Brunej je stát v jihovýchodní Asii na ostrově Borneo, který sousedí s Jihočínským mořem a východní Malajsií. Její zeměpisné souřadnice jsou 4°30′ severní šířky a 114°40′ východní délky. Země je malá, její celková rozloha činí 5 765 km2, je čtvrtou nejmenší zemí v Asii. Malajsie ji rozděluje na  dvě nespojité části. Má 161 km pobřeží u Jihočínského moře a s Malajsií má společnou hranici dlouhou 381 km. Má 500 km² teritoriálních vod a 200 námořních mil (370 km) výlučné ekonomické zóny. Nachází se v blízkosti životně důležitých námořních cest přes Jihočínské moře spojujících Indický a Tichý oceán. Země má dvě části fyzicky oddělené Malajsií, čímž je téměř enklávou v rámci Malajsie[2].
Asi 97 % obyvatel žije ve větší západní části (diskrity Belait, Tutong a Brunej-Muara), zatímco v hornaté východní části (diskrit Temburong) žije jen asi 10 000 lidí. Celkový počet obyvatel Bruneje k roku 2024 činil přibližně 455 500, z toho v hlavním městě Bandar Seri Begawan žije přibližně 160 000. Dalšími významnými městy jsou přístavní město Muara, město Seria, kde se těží ropa, a sousední město Kuala Belait. V diskritu Belait žije v oblasti Panaga velké množství evropských emigrantů, a to díky bydlení společnosti Royal Dutch Shell a britské armády, přičemž se zde nachází několik rekreačních zařízení.
Většina Bruneje se nachází v ekoregionu Bornejské nížinné deštné lesy, který pokrývá většinu ostrova. Oblasti horských deštných lesů se nacházejí ve vnitrozemí. V Bruneji tvoří lesní porosty přibližně 72 % celkové rozlohy, což odpovídá 380 000 ha lesa v roce 2020, což je méně než 413 000 ha v roce 1990. Přirozeně se obnovující lesy v roce 2020 zaujímaly 374 740 ha a vysázené lesy 5 260 ha. Z přirozeně se obnovujícího lesa bylo 69 % hlášeno jako prales (tvořený původními druhy dřevin bez jasně viditelných známek lidské činnosti) a přibližně 5 % plochy lesa se nacházelo v chráněných územích, 100 % plochy lesa je ve veřejném vlastnictví.
Podnebí Bruneje je tropické rovníkové, horké a vlhké po celý rok; nevyskytují se v něm žádné nebo jen vzácné cyklony. Brunej je spolu s dalšími členskými státy Sdružení národů jihovýchodní Asie vystavena rizikům plynoucím ze změny klimatu.
Teploty se zde pohybují mezi 23 až 32 °C. Průměrné srážkové úhrny zde představují u pobřeží 2500 mm a ve vnitrozemí až 7500 mm.

## Politika
Brunejský politický systém se řídí ústavou a národní tradicí malajské islámské monarchie (Melayu Islam Beraja; MIB). Tři složky MIB zahrnují malajskou kulturu, islámské náboženství a politický rámec v rámci monarchie. Právní systém je založen na anglickém zvykovém právu, ačkoli islámské právo (šaría) je v některých případech nadřazeno. Brunej má parlament, ale nekonají se zde volby; poslední volby se konaly v roce 1962.
Podle brunejské ústavy z roku 1959 je sultán, v současnosti Hassanal Bolkiah, hlavou státu s plnou výkonnou mocí. Po brunejském povstání v roce 1962 tato pravomoc zahrnuje i mimořádné pravomoci, které se každé dva roky obnovují, což znamená, že od té doby je Brunej technicky ve válečném stavu. Hassanal Bolkiah je rovněž předsedou vlády, ministrem financí a ministrem obrany státu.

### Správní rozdělení
Brunej je rozdělena do čtyř distriktů:
- Tutong
- Brunei/Muara
- Belait
- Temburong

## Ekonomika
Brunej má druhý nejvyšší index lidského rozvoje mezi státy jihovýchodní Asie, hned po Singapuru. Těžba ropy a zemního plynu tvoří asi 90 % jejího hrubého domácího produktu. Denně se vytěží asi 167 000 barelů (26 600 m3) ropy, což z Bruneje dělá čtvrtého největšího producenta ropy v jihovýchodní Asii. Produkuje také přibližně 25,3 milionu m3 zkapalněného zemního plynu denně, což z Bruneje činí devátého největšího vývozce plynu na světě. Časopis Forbes také řadí Brunej na základě jejích ropných a plynových polí na páté místo mezi 182 nejbohatšími zeměmi. Brunej se v roce 2024 umístila na 88. místě v globálním inovačním indexu.

## Obyvatelstvo
Podle vládních odhadů počet obyvatel Bruneje činil v roce 2024 činil 455 500, s ročním tempem růstu 1,1 %. Z toho 76 % žije ve městech. Míra urbanizace se v letech 2010-2015 odhaduje na 2,13 % ročně. Průměrná délka života je 77,7 roku. Celkem 74 % obyvatelstva tvořili v roce 2024 Malajci, 10 % Číňané a zbytek tvořily menší skupiny obyvatel. V Bruneji žije poměrně početná komunita emigrantů. Většina z nich pochází z nemuslimských zemí, jako je Austrálie, Velká Británie, Jižní Korea, Japonsko, Filipíny, Thajsko, Kambodža, Vietnam a Indie. 
K původním brunejským etnikům patří Belaité, brunejští Bisajové (nezaměňovat s Bisaji/Visaji z nedalekých Filipín), původní brunejští Malajci, Dusunové, Kedajané, Lun Bawangové, Murutové a Tutongové.

### Náboženství

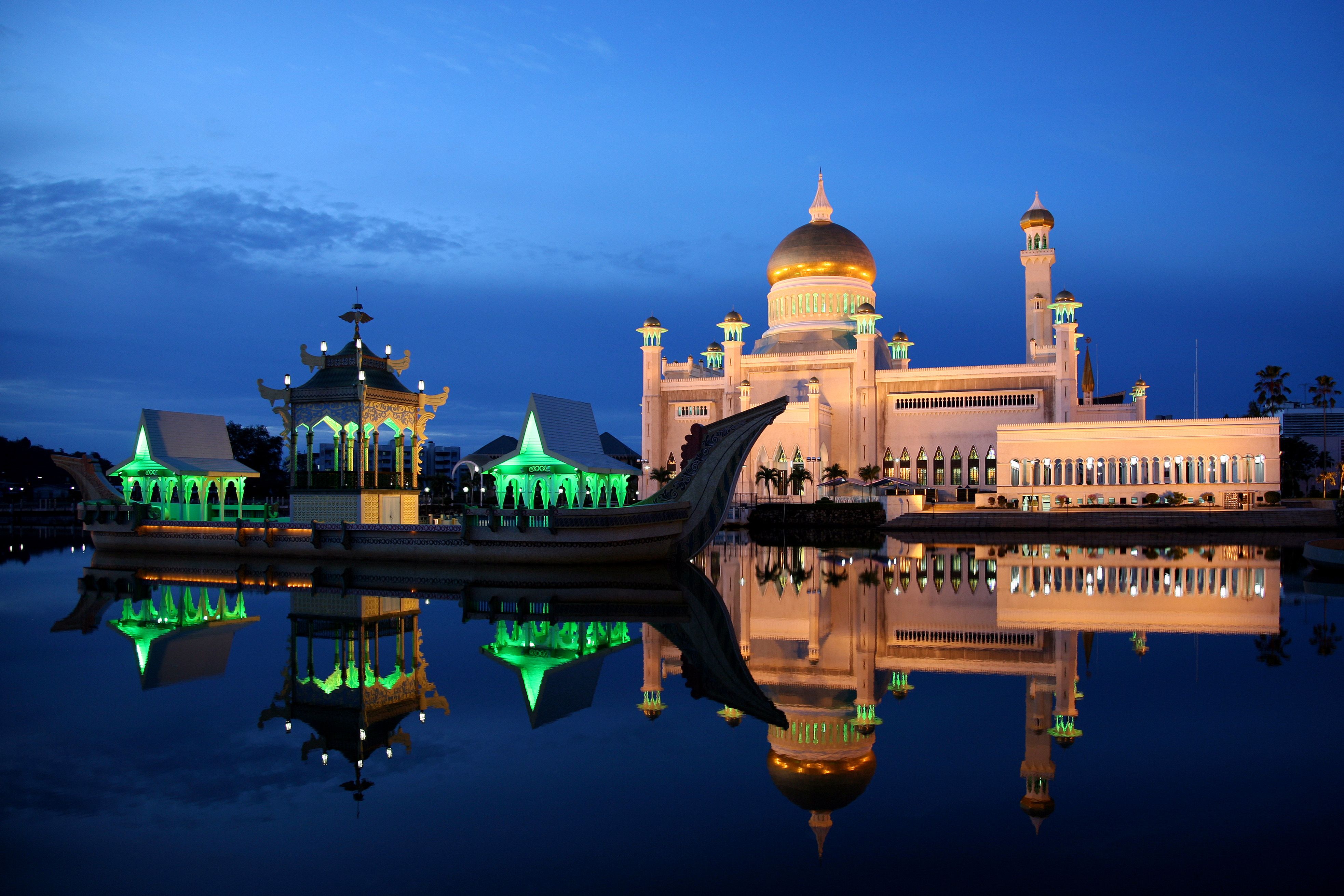
Mešita Sultana Omara Ali Saifuddina

Oficiálním náboženstvím v Bruneji je islám, konkrétně sunnitské vyznání a šáfíovská škola islámské právní vědy. Kolem 82 % obyvatel, včetně většiny brunejských Malajců a Kedajců, se hlásí k islámu. Dalšími vyznávanými náboženstvími jsou křesťanství (7 %) a buddhismus (6 %, především Číňané). Volnomyšlenkáři, převážně Číňané, tvoří asi 2 % obyvatel. Ačkoli většina z nich vyznává nějakou formu náboženství s prvky buddhismu, konfucianismu a taoismu, raději se oficiálně prezentují jako osoby nevyznávající žádné náboženství, proto jsou v oficiálních sčítáních označováni jako ateisté. Vyznavači původních náboženství tvoří asi 2 % obyvatelstva.

## Kultura
Brunejská kultura je převážně malajská (což odráží její etnický původ), se silnými vlivy islámu, ale je považována za mnohem konzervativnější než kultura Indonésie a Malajsie. Vlivy na brunejskou kulturu pocházejí z malajských kultur malajského souostroví. Došlo ke čtyřem obdobím kulturních vlivů: animistickému, hinduistickému, islámskému a západnímu. Velmi silný vliv měl islám, který byl přijat jako brunejská ideologie a filozofie.
Jako země, kde platí právo šaría, je zakázán prodej a veřejná konzumace alkoholu, nemuslimové si mohou z místa nalodění v zámoří přivézt omezené množství alkoholu pro svou soukromou spotřebu.
- Populárním sportem v Bruneji je fotbal.
- Brunejská vláda vlastní a provozuje šest televizních kanálů a pět rozhlasových stanic. Soukromá společnost zpřístupnila kabelovou televizi (Astro–Kristal) a jednu soukromou rozhlasovou stanici Kristal FM. Univerzitní rozhlasová stanice UBD FM vysílá z univerzity Universiti Brunei Darussalam.
- Poblíž hlavního města Bandar Seri Begawan je ve městě Kota Batu národní muzeum.
- Brunejská kuchyně je silně ovlivněna sousední Malajsií a Indonésii, s vlivy z Indie, Číny, Thajska a Japonska. V regionu jsou běžné ryby a rýže jako základní potraviny. Vzhledem k převaze islámského náboženství se vepřové maso nepoužívá. Alkohol je v Bruneji zakázaný.